# Подрузе
Подрузе (пол. Podrózie) — село в Польщі, у гміні Дзялошиці Піньчовського повіту Свентокшиського воєводства.
Населення — 93 особи (2011).
У 1975-1998 роках село належало до Келецького воєводства.

## Демографія
Демографічна структура на день 31 березня 2011 року:
|          | Загалом | Допрацездатний вік | Працездатний вік | Постпрацездатний вік |
| -------- | ------- | ------------------ | ---------------- | -------------------- |
| Чоловіки | 47      | 4                  | 31               | 12                   |
| Жінки    | 46      | 8                  | 19               | 19                   |
| Разом    | 93      | 12                 | 50               | 31                   |